# Draaiorgel de Vijf Beelden
Draaiorgel de Vijf Beelden (of De Vijf Beeldenkast) is een Nederlands draaiorgel en telt 52 toetsen.

## Levensloop
Oorspronkelijk werd het orgel gebouwd als Gaspariniorgel en mogelijk verbouwd bij Limonaire. Het kwam in 1910 bij de Gebroeders in de Haarlemmer Houttuinen. Het orgel had vijf beelden: een dirigent, twee bellendames en twee stijve (niet bewegende) dames in danshouding. 
De eerste jaren van zijn bestaan heeft het orgel enkele huurders gehad, zoals De Kraai, De Manke en Willem Renz. Daarna wordt het orgel aan Holvoet verkocht die het in 1926 naar Carl Frei in Breda stuurt, om het te laten verbouwen. Bij deze verbouwing krijgt het orgel een ander front, verdwijnen de vijf beelden, maar behoudt zijn Gaviolimechaniek.
Enkele jaren later koopt Henk Möhlmann uit Amsterdam het orgel. Hij plaatst twee Gasparinzijbeelden en een Limonairemiddenbeeld op het orgel. Voor de zijpanelen gebruikt hij twee vrouwenfiguren van Draaiorgel de Walhalla. Nu was het orgel weer letterlijk De Vijf Beelden geworden, zoals de naam in het begin was.
Daarna heeft het orgel nog jarenlang in Amsterdam en Rotterdam gelopen.
In de jaren 70 werd het orgel aangekocht door Autotron te Drunen-Rosmalen. Van dit orgel was toen weinig meer over. De meeste pijpen (waaronder de bourdon van Carl Frei) waren verwijderd en de meeste boeken bleven bij de oude eigenaar achter.
Nadat Autotron werd gesloten werd het orgel verkocht. In 2021 werd het orgel volledig gerestaureerd door Cas Hendrickx. 

## Fotogalerij

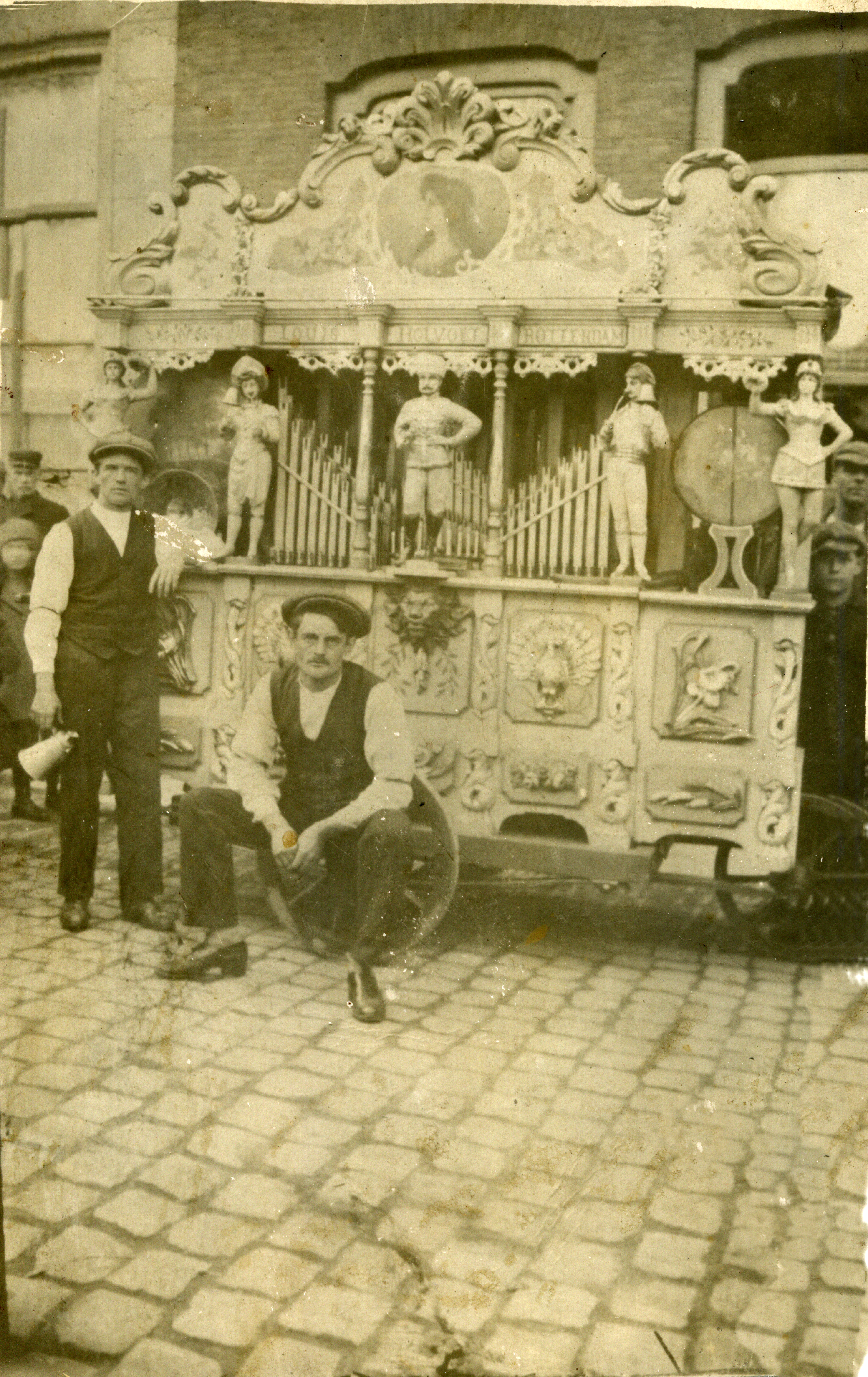
Het orgel rond 1910, toen eigendom van de Gebroeders.
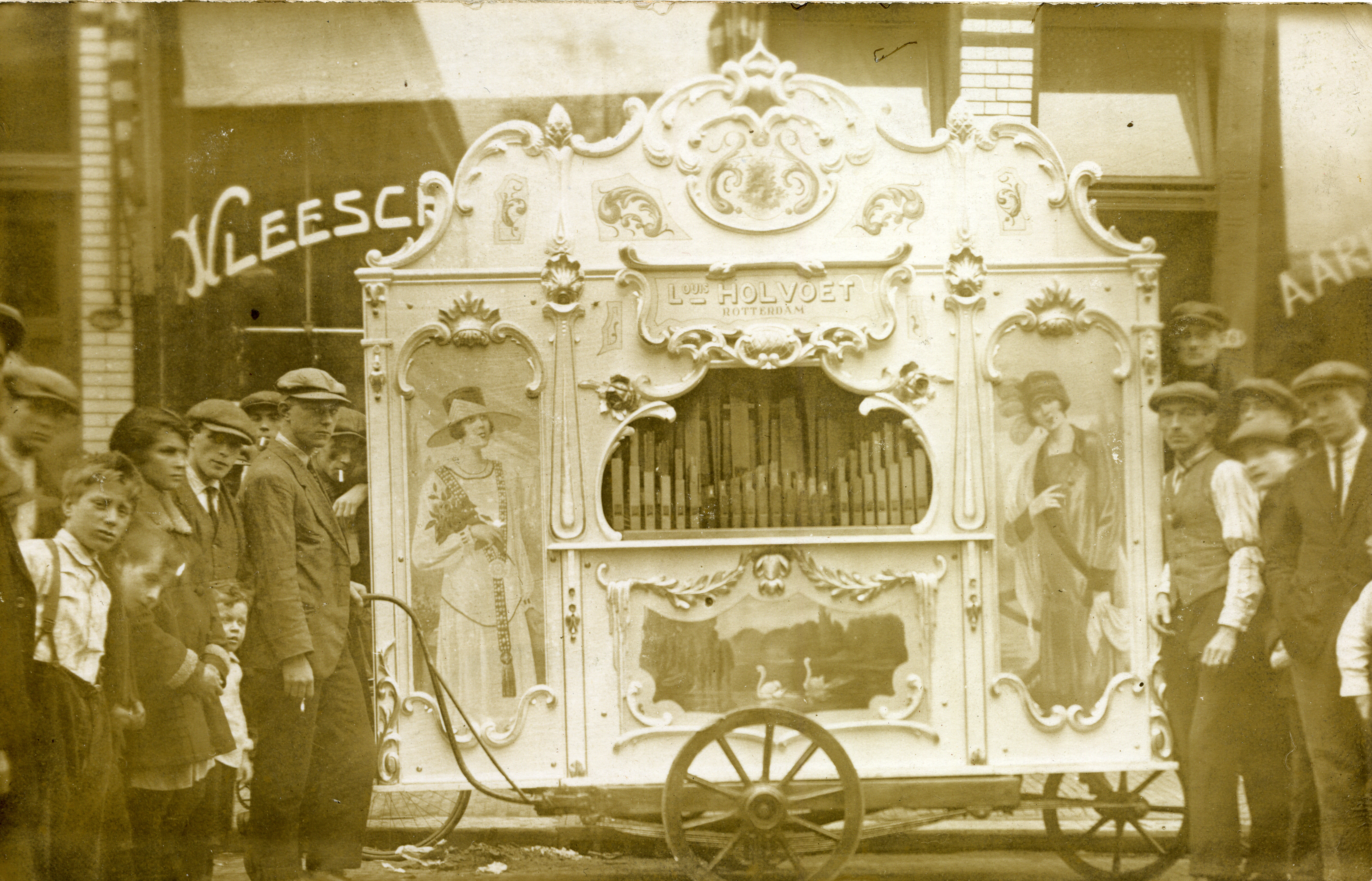
Het orgel rond 1930 na de verbouwing door Carl Frei.
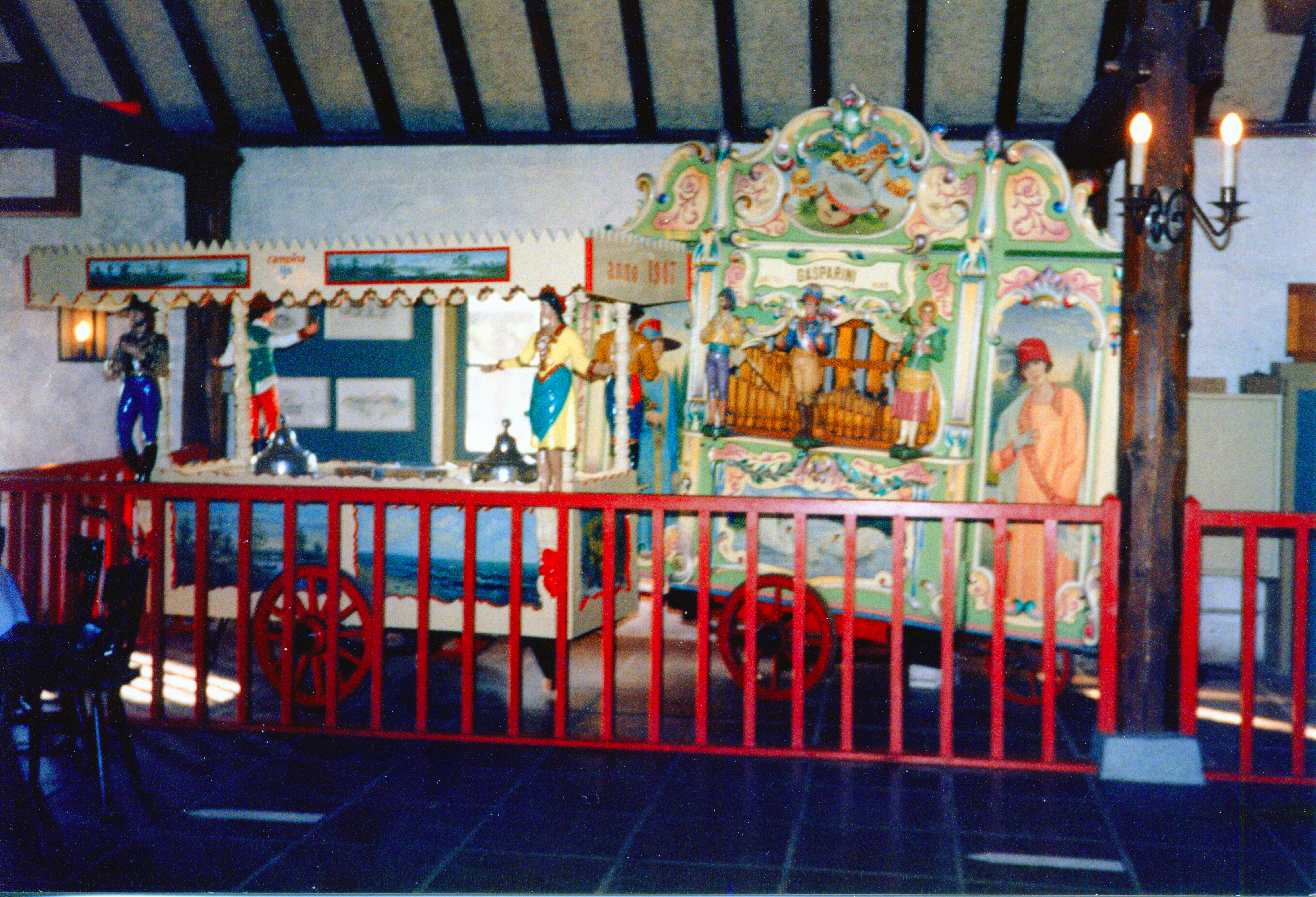
Het orgel in 1986 bij Autotron te Drunen-Rosmalen.

## Bron
Boek: Glorieuze orgeldagen, F. Wieffering, 1965, blz. 71-72.